# Liwaa al-Umma
Liwaa al-Umma (árabe: لواء الامة Liwā' al-Ummah, que significa "bandeira da Nação") é um grupo paramilitar que luta contra o governo sírio na Guerra Civil Síria. O grupo foi fundado por Mahdi Al-Harati, um irlandês-líbio, que liderou oa  Brigada de Trípoli na Líbia durante a batalha de Tripoli.  Harati deixou o cargo de líder de grupos, depois de seis meses, deixando sírios no comando. Em setembro de 2012, alinhou-se com o Exército Livre da Síria.
O grupo mais tarde foi se afiliar a Aliança Muhajirin wa-Ansar.

## Estrutura e composição
Harati decidiu formar o grupo sequência de discussões com apoiantes da oposição síria durante uma missão de inquérito à Síria no início de 2012. De acordo com Harati, cerca de 90% dos seus mais de 6000 membros são sírios, com os restantes 10% de uma mistura de líbios, egípcios , palestinos, Sudaneses e outros árabes. Harati também diz que a maioria dos combatentes sírios são ex-membros de outros grupos rebeldes que decidiram se juntar Liwaa al-Umma, enquanto outros se juntaram como indivíduos. Ele também diz que a maioria dos líbios são ex-membros da Brigada de Trípoli, que recebeu treinamento de forças especiais do Catar , na cidade de Nalut durante a Guerra Civil Líbia. Sírios de Liwaa al-Umma dizem que, em comparação com a maioria dos outros grupos rebeldes na Síria, o grupo é visto como mais bem organizado e mais disciplinado.
Embora supostamente a maioria de seus membros são sírios, voluntários estrangeiros desempenham um papel-chave na liderança do grupo. A principal razão por trás da suposta formação do grupo foi para que Al-Harati e outros voluntários estrangeiros poderia compartilhar com a oposição síria seus conhecimentos e experiências de combate em outros lugares.
Liwaa al-Umma se separou do Exército Sírio Livre em setembro de 2012 até por volta de setembro de 2012. O grupo também demonstrou intenção de criar um braço político no pós guerra.